# Where Love Leads
Where Love Leads er en amerikansk stumfilm fra 1916 af Frank Griffin.

## Medvirkende
- Ormi Hawley som Marion Barstow
- Rockliffe Fellowes som Richard Warren
- Royal Byron som Fred Mason
- Hayden Stevenson som Duke Canton
- Charles Craig som Sir Rankin Chatsworth